# Paavo Lonkila
Paavo Lonkila (n. 11 ianuarie 1923, Kiuruvesi, Kuopio Province⁠(d), Finlanda – d. 22 septembrie 2017, Kiuruvesi, Savonia de Nord, Finlanda) a fost un schior de fond ce a reprezentat Finlanda, medaliat olimpic. A participat la o ediție a Jocurilor Olimpice (1952) în care a câștigat o medalie de aur și o medalie de bronz.